# Carlo Terzer
Carlo Terzer (12 ottobre 1955) è un ex maratoneta italiano.

## Biografia
Ha partecipato a tre edizioni dei Mondiali di corsa campestre (1989, 1990 e 1991). Nel 1988 è stato campione italiano di maratona (suo unico titolo nazionale assoluto in carriera). Nel 1991 ha vinto la Maratona di Venezia, nella quale l'anno precedente aveva invece conquistato un secondo posto.

## Palmarès
| Anno | Manifestazione              | Sede          | Evento         | Risultato | Prestazione | Note |
| ---- | --------------------------- | ------------- | -------------- | --------- | ----------- | ---- |
| 1989 | Mondiali di corsa campestre | Stavanger     | Corsa seniores | 28º       | 41'26"      |      |
| 1989 | Mondiali di corsa campestre | Stavanger     | A squadre      | 8º        | 318 p.      |      |
| 1990 | Mondiali di corsa campestre | Aix-les-Bains | Corsa seniores | 51º       | 35'45"      |      |
| 1990 | Mondiali di corsa campestre | Aix-les-Bains | A squadre      | 6º        | 289 p.      |      |
| 1991 | Mondiali di corsa campestre | Anversa       | Corsa seniores | 60º       | 35'24"      |      |
| 1991 | Mondiali di corsa campestre | Anversa       | A squadre      | 7º        | 336 p.      |      |

## Campionati nazionali
1986
- 9º ai campionati italiani di maratonina - 1h06'39"
- 19º ai campionati italiani di corsa campestre

1988
- Oro ai campionati italiani di maratona - 2h18'09"
- Bronzo ai campionati italiani di maratonina - 1h04'25"

1989
- 4º ai campionati italiani di maratona - 2h16'41"
- Argento ai campionati italiani di maratonina - 1h03'56"

1990
- 6º ai campionati italiani di maratonina - 1h05'13"
- 9º ai campionati italiani di corsa campestre - 35'40"

1991
- 6º ai campionati italiani di maratonina - 1h05'22"
- 4º ai campionati italiani di corsa campestre - 36'58"

1992
- 16º ai campionati italiani di corsa campestre - 34'38"

## Altre competizioni internazionali
1981
- 11º al Giro podistico internazionale di Castelbuono ( Castelbuono) - 35'47"2

1983
- 6º al Giro podistico internazionale di Castelbuono ( Castelbuono) - 35'54"6

1984
- 12º al Giro podistico internazionale di Castelbuono ( Castelbuono) - 35'22"4
- 19º al Campaccio ( San Giorgio su Legnano)

1985
- Bronzo al Cross della Vallagarina ( Villa Lagarina) - 26'09"0

1986
- 16º alla Maratona di Berlino ( Berlino) - 2h15'36"
- 4º alla Maratona di Venezia ( Venezia) - 2h29'38"
- 13º alla Stramilano ( Milano) - 1h04'38"
- Bronzo al Cross della Vallagarina ( Villa Lagarina) - 25'35"

1987
- 29º alla Maratona di Londra ( Londra) - 2h16'39"
- 8º alla Stramilano ( Milano) - 1h05'09"

1988
- 20º alla Maratona di New York ( New York) - 2h17'40"
- 15º alla BOclassic ( Bolzano) - 29'35"5

1989
- 11º al Giro al Sas ( Trento), 12 km - 39'20"8
- 9º alla BOclassic ( Bolzano) - 29'03"6
- 15º alla Cinque Mulini ( San Vittore Olona) - 32'04"
- Bronzo al Cross della Vallagarina ( Villa Lagarina) - 28'06"

1990
- Argento alla Maratona di Venezia ( Venezia) - 2h15'39"
- 12º alla BOclassic ( Bolzano) - 29'47"
- 11º ai Mondiali militari di corsa campestre ( Waterloo)
- 11º alla Cinque Mulini ( San Vittore Olona) - 31'44"
- 6º al Cross della Vallagarina ( Villa Lagarina) - 29'31"2

1991
- Oro alla Maratona di Venezia ( Venezia) - 2h14'49"
- 19º alla Stramilano ( Milano) - 1h04'12"
- 12º al Giro podistico internazionale di Castelbuono ( Castelbuono) - 34'18"
- 9º al Campaccio ( San Giorgio su Legnano) - 37'29"
- 9º al Cross della Vallagarina ( Villa Lagarina) - 28'12"